# Rivian R1S
La Rivian R1S è un'autovettura elettrica prodotta dalla casa automobilistica statunitense Rivian a partire dal settembre 2022.

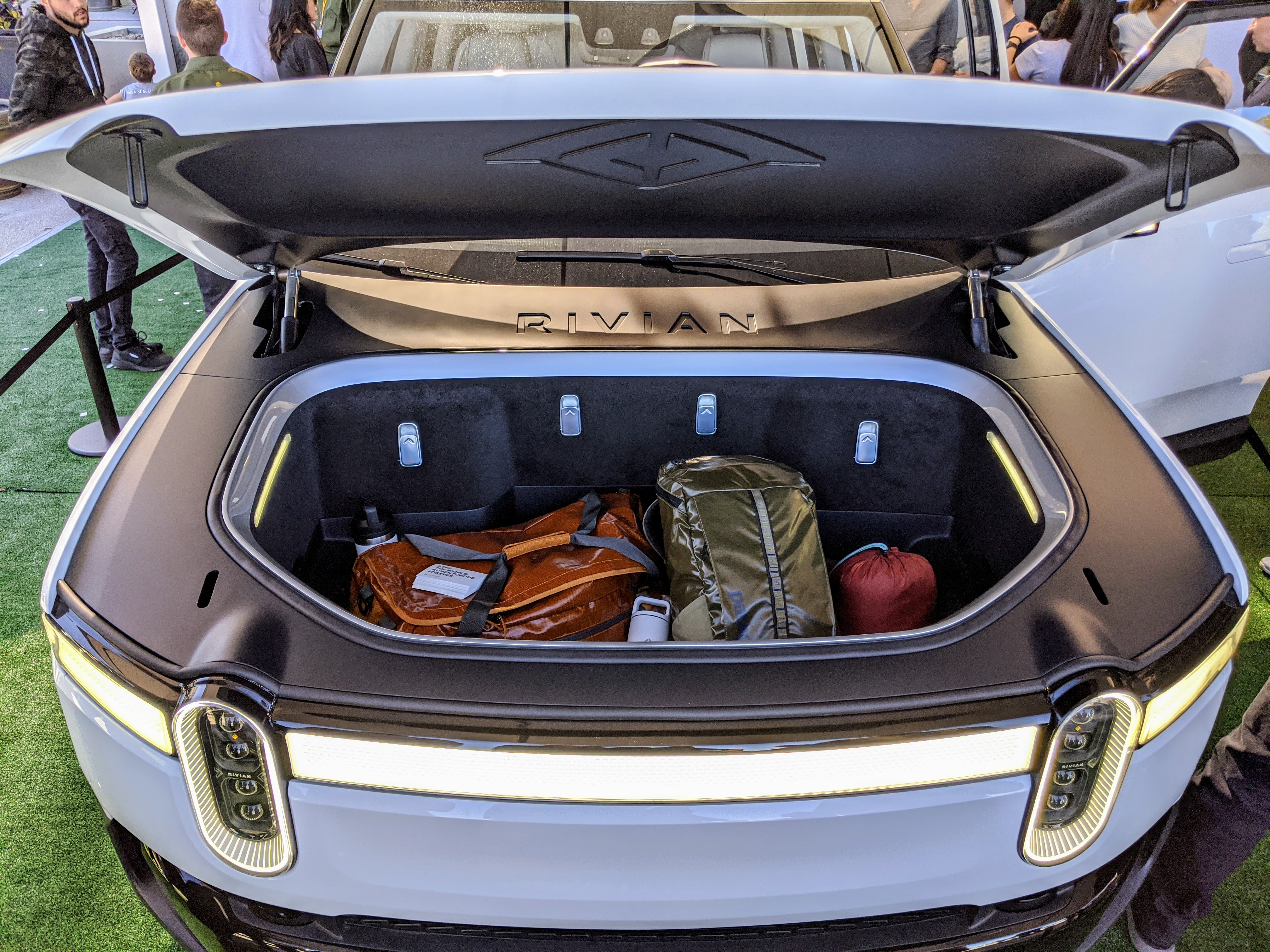
Vano bagagli anteriore

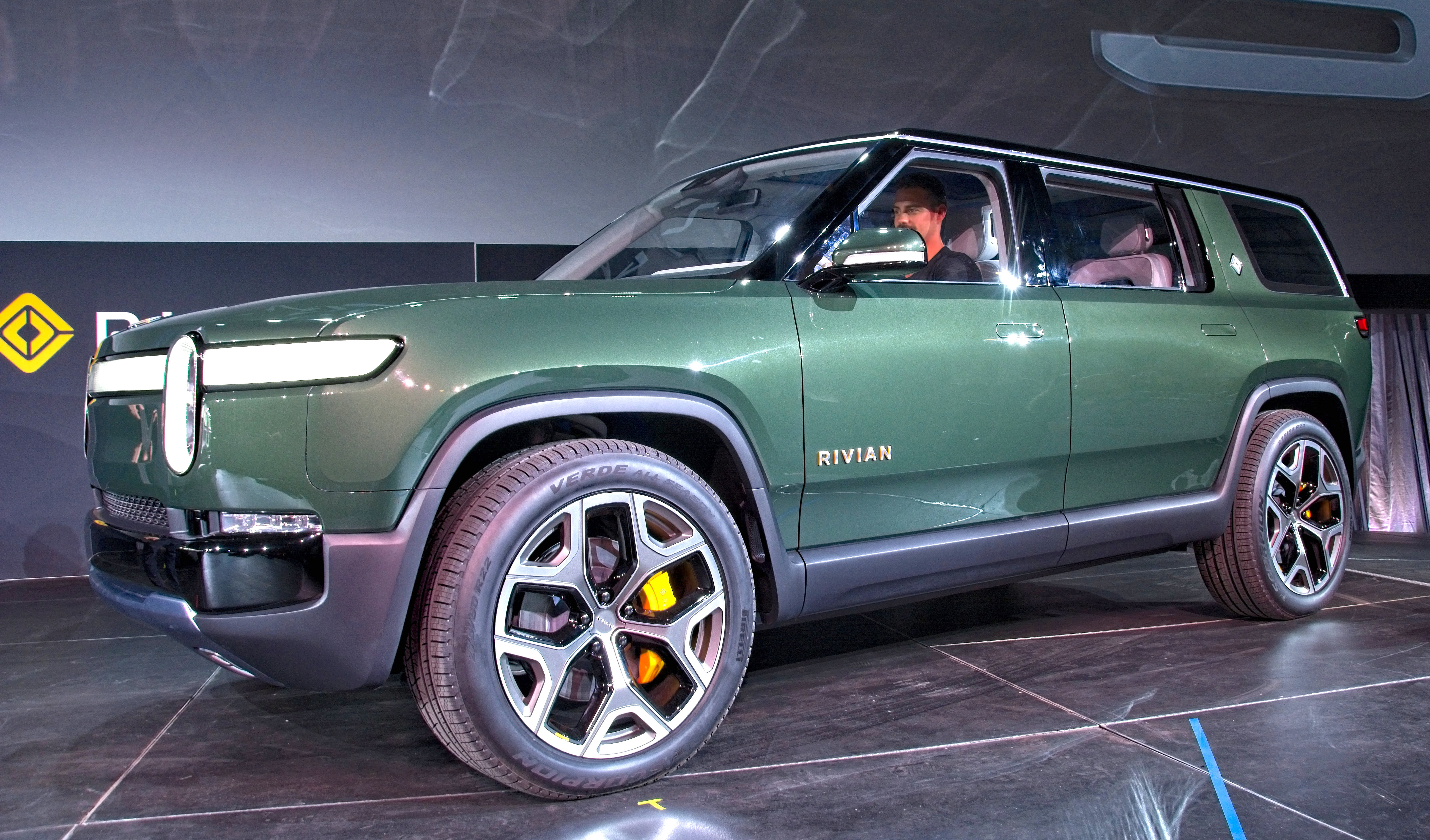
La R1S al debutto al salone di Los Angeles 2018

## Descrizione e tecnica
La R1T è un fuoristrada completamente elettrico alimentato a batteria con trazione integrale, presentato per la prima volta in veste di prototipo nel 2018. Per la progettazione della vettura, la Rivian ha raccolto finanziamenti per un valore di circa 1,3 miliardi di dollari.
Il veicolo è dotato di quattro motori elettrici, uno su ciascuna ruota, che sviluppano una potenza totale di 847 CV (623 kW) e che consentono di farla accelerare da 0 a 60 mph (da 0 a 97 km/h) in circa 3 secondi.
La vettura condivide circa il 91% dei suoi componenti con il pick up Rivian R1T, da quest'ultima riprende il telaio a "skateboard",  con le batterie posizionate sotto il pavimento tra i due assi, soluzione tecnica che fa sì di ridurre il baricentro. Inoltre la R1S è dotata di sospensioni pneumatiche che consentono di variare l'altezza da terra fino ad un massimo di 38 cm.
Il veicolo è dotato di un sistema per l'assistenza alla guida semi-autonoma secondo lo standard di livello 3. L'abitacolo, che è progettato per ospitare sette passeggeri, con i sedili posteriori abbassati ha un volume di carico totale di 2,96 m³. Inoltre è presente un secondo bagagliaio situato sotto il cofano anteriore dalla capacità di 0,31 m³